# کوئین مری دانشگاه لندن
کوئین مری دانشگاه لندن (انگلیسی: Queen Mary University 
of London) یکی از مهمترین و معتبرترین و بهترین کالج‌های تشکیل دهنده دانشگاه فدرال لندن است. رتبه کوئین مری در میان دانشگاه‌های برتر دنیا می‌باشد. رشته حقوق این کالج در رتبه سوم انگلستان بعد از دانشگاه آکسفورد و کمبریج قرار دارد. شش برنده جایزه نوبل در میان فارغ التحصیلان کوئین مری وجود دارد. مطابق رتبه بندی روزنامه گاردین، کوئین مری دانشگاه لندن در رشته‌های حقوق، دندانپزشکی، مطالعات رسانه و فیلم جلوتر از سایر موسسات و کالج‌های دیگر لندن و در رتبه یک قرار گرفته است. هم چنین در پزشکی و تاریخ در رتبه دوم است. کوئین مری برنده پروژه تحقیقاتی در سال ۲۰۱۲ و رتبه دوم در سال ۲۰۱۳ است. مرکز مطالعات حقوق بازرگانی کوئین مری دانشگاه لندن یکی از مهمترین مراکز مهم مطالعات حقوق در دنیا است.
قدمت این کالج به کالج پزشکی بیمارستان لندن در سال ۱۷۸۵ برمی‌گردد. این کالج در سال ۱۹۱۵ به عنوان کوئین مری دانشگاه لندن تأیید شد. در سال ۱۹۸۹ کالج کوئین مری با کالج وستفیلد ادغام شد. در سال ۱۹۹۵ کالج کوئین مری با کالج پزشکی بیمارستان سنت بارتولومئو و کالج پزشکی بیمارستان لندن ادغام شدند.
کوئین مری دانشگاه لندن عضو مجموعه گروه راسل می‌باشد که مجموعه‌ای از پیشروترین موسسات و دانشگاه‌های انگلستان است. کوئین مری یکی از مهمترین مراکز آموزش و تحقیقات پزشکی است. کالج دانشگاهی لندن شریک این کالج در علوم پزشکی است. هم چنین این کالج همکاری استراتژیک با دانشگاه وارویک در تحقیقات دارد. کوئین مری با همکاری رویال هالووی، دانشگاه لندن به اجرای برنامه در مؤسسه دانشگاه لندن در پاریس پرداخته است.